# Aristida amplexifolia
Aristida amplexifolia là một loài thực vật có hoa trong họ Hòa thảo. Loài này được E.A.Sánchez mô tả khoa học đầu tiên năm 1975.